# Kamizjaki járás

A Kamizjaki járás az Asztraháni területen

A Kamizjaki járás (oroszul Камызякский муниципальный район) Oroszország egyik járása az Asztraháni területen. Székhelye Kamizjak.

## Népesség
- 1989-ben 50 336 lakosa volt.
- 2002-ben 49 837 lakosa volt.
- 2010-ben 48 647 lakosa volt, melyből 28 545 orosz, 15 104 kazah, 904 tatár, 236 ukrán, 184 csecsen, 144 török, 138 üzbég, 131 azeri, 129 örmény, 78 avar, 63 dargin, 58 fehérorosz, 52 lezg, 48 türkmén, 42 kumik, 41 nogaj, 38 tabaszaran, 33 tadzsik, 23 kalmük, 22 csuvas, 22 moldáv, 21 koreai, 18 grúz, 14 baskír, 12 lak, 10 észt, 10 oszét stb.